# Polis, polis, potatismos!
Polis, polis, potatismos! är en kriminalroman skriven av Maj Sjöwall och Per Wahlöö, utgiven 1970. Boken är den sjätte i Maj Sjöwall och Per Wahlöös serie "Roman om ett brott".
Boken har blivit filmatiserad med Gösta Ekman som Martin Beck, se Polis polis potatismos (film).. 

## Handling
En känd svensk affärsman blir skjuten bland sina kollegor under en middag på Hotell Savoy i Malmö.  När den skånska polisen behöver förstärkning för att lösa fallet kallas mordkommissionen in med Martin Beck som chef. Undersökningarna tyder på att gärningsmannen flytt till Danmark, men att han därefter återvänt till Sverige. Två polismäns sjabbel gör dock att mördaren kommer undan, och det finns nästan inga spår efter honom.